# Grethe Fenger Møller
Pour les articles homonymes, voir Møller.
Grethe Fenger Møller, née le 6 novembre 1941 à Frederiksberg (Danemark), est une femme politique danoise, membre du Parti populaire conservateur (KF) et ancienne ministre.